# Hugo XIII van Lusignan
Hugo XIII van Lusignan (25 juni 1259 - Angoulême, 1 november 1303) was van 1270 tot aan zijn dood heer van Lusignan, graaf van Angoulême en graaf van La Marche. Hij behoorde tot het huis Lusignan.

## Levensloop
Hugo XIII was de oudste zoon van Hugo XII van Lusignan en Johanna van Fougères. 
In 1270 volgde hij zijn vader op als heer van Lusignan, graaf van Angoulême en graaf van La Marche. Wegens zijn minderjarigheid werd hij de eerste jaren van zijn bewind onder het regentschap van zijn moeder geplaatst. In 1285 nam hij deel aan de Aragonese Kruistocht. 
In november 1276 huwde hij in Parijs met Beatrix (1260-1328), dochter van hertog Hugo IV van Bourgondië. Het huwelijk bleef kinderloos, waardoor Hugo XIII zelf een erfopvolger moest kiezen. In 1283 stelde hij zijn jongere broer Gwijde I aan als erfgenaam. In 1297 onterfde Hugo XIII Gwijde, waarna hij zijn neef Godfried aanstelde tot nieuwe erfgenaam. In 1302 schreef Hugo een wilsbeschikking ten voordele van zijn zus Yolande.
In november 1303 stierf Hugo op 44-jarige leeftijd, waarna hij werd bijgezet in de Cordelierskerk van Angoulême. Terwijl zijn broer Gwijde I hem opvolgde als heer van Lusignan, graaf van Angoulême en graaf van La Marche, liet Hugo zijn landerijen in Chilly na aan koning Filips IV van Frankrijk.

## Voorouders
| Voorouders van Hugo XIII van Lusignan (1259-1303) | Voorouders van Hugo XIII van Lusignan (1259-1303)                    | Voorouders van Hugo XIII van Lusignan (1259-1303)                    | Voorouders van Hugo XIII van Lusignan (1259-1303)                   | Voorouders van Hugo XIII van Lusignan (1259-1303)                   | Voorouders van Hugo XIII van Lusignan (1259-1303)                   | Voorouders van Hugo XIII van Lusignan (1259-1303)                   | Voorouders van Hugo XIII van Lusignan (1259-1303)                   | Voorouders van Hugo XIII van Lusignan (1259-1303)                   |
| ------------------------------------------------- | -------------------------------------------------------------------- | -------------------------------------------------------------------- | ------------------------------------------------------------------- | ------------------------------------------------------------------- | ------------------------------------------------------------------- | ------------------------------------------------------------------- | ------------------------------------------------------------------- | ------------------------------------------------------------------- |
| Overgrootouders                                   | Hugo X van Lusignan (1185-1249) ∞ Isabella van Angoulême (1186-1246) | Hugo X van Lusignan (1185-1249) ∞ Isabella van Angoulême (1186-1246) | Peter Mauclerc (1187-1250) ∞ Adelheid van Bretagney (1200-1221)     | Peter Mauclerc (1187-1250) ∞ Adelheid van Bretagney (1200-1221)     | Geoffroy de Fougères (-1212) ∞ Mahaut de Porhoët (–)                | Geoffroy de Fougères (-1212) ∞ Mahaut de Porhoët (–)                | ? (-) ∞ ? (-)                                                       | ? (-) ∞ ? (-)                                                       |
| Grootouders                                       | Hugo XI van Lusignan (1221-1250) ∞ Yolande van Bretagne (1218-1272)  | Hugo XI van Lusignan (1221-1250) ∞ Yolande van Bretagne (1218-1272)  | Hugo XI van Lusignan (1221-1250) ∞ Yolande van Bretagne (1218-1272) | Hugo XI van Lusignan (1221-1250) ∞ Yolande van Bretagne (1218-1272) | Rudolf III van Fougères (1204-1256) ∞ Isabelle de Craon (1200-1221) | Rudolf III van Fougères (1204-1256) ∞ Isabelle de Craon (1200-1221) | Rudolf III van Fougères (1204-1256) ∞ Isabelle de Craon (1200-1221) | Rudolf III van Fougères (1204-1256) ∞ Isabelle de Craon (1200-1221) |
| Ouders                                            | Hugo XII van Lusignan (1236-1270) ∞ Johanna van Fougères (-1273)     | Hugo XII van Lusignan (1236-1270) ∞ Johanna van Fougères (-1273)     | Hugo XII van Lusignan (1236-1270) ∞ Johanna van Fougères (-1273)    | Hugo XII van Lusignan (1236-1270) ∞ Johanna van Fougères (-1273)    | Hugo XII van Lusignan (1236-1270) ∞ Johanna van Fougères (-1273)    | Hugo XII van Lusignan (1236-1270) ∞ Johanna van Fougères (-1273)    | Hugo XII van Lusignan (1236-1270) ∞ Johanna van Fougères (-1273)    | Hugo XII van Lusignan (1236-1270) ∞ Johanna van Fougères (-1273)    |